# 商位相空間

円板 D2 の境界を一点に貼り合わせた商空間は球面 S2 に同相である。

位相空間論およびそれに関連する数学の各分野において、等化空間（とうかくうかん、英: identification space）または商位相空間（しょういそうくうかん、英: quotient topological space）あるいは単に商空間 (quotient space) とは、直観的には与えられた空間のある種の点の集まりを「貼合せ」("gluing together") あるいは同一視してしまうことによって得られる新しい空間である。ただし、ここで貼合わせられるべき点の集まりというのは、何らかの同値関係によって決定される。
このような商空間構成は、与えられた位相空間から新たな空間を構成する方法の一つとして広く用いられる。

## 定義
X を位相空間とし、"~" を X 上の同値関係とする。~ に関する同値類全体の成す商集合 X/~ 上に位相を以下のように定める。つまり、X/~ に属する同値類からなる X/~ の部分集合が開集合であることを、（それら同値類を X の部分集合と見ての）その和集合が X における開集合となることとして定義する。これを商集合 X/~ 上の商位相 (quotient topology) と呼ぶ。
おなじことだが、商集合上の商位相を以下のように特徴付けることもできる。q: X ↠ X/~ を X の各元をそれが属する同値類へ写す標準射影とすれば、商集合 X/~ 上の商位相とは q を連続にする最強の位相（最も細かい位相）である。
位相空間 X から集合 Y への全射 f: X ↠ Y が与えられたとき、Y の上に f を連続にする最強の位相（f に関する終位相）として商位相を定義することができる。これは、Y の部分集合 V が開であることを f による逆像 f−1(V) が X の開集合となることによって定めるといっても同じである。写像 f は x1 ~ x2 :⇔ f(x1) = f(x2) と置くことによって X 上の同値関係を一意的に誘導するが、このときの商空間 X/~ は Y に（それぞれの商位相を考えれば）同相である。この対応は x の属する同値類 [x] を像 f(x) に写すことで得られる。
一般に、連続な全射 f: X ↠ Y は、Y の位相が f の定める商位相となっているとき、商写像 と呼ばれる。従って、標準射影 q: X ↠ X/~ は商写像である。

## 例
- 貼合せ (Gluing): 位相空間論では点を「貼合せ」るといった議論が頻繁になされる。位相空間 X において、X の二点 x, y が「貼合せ」られるというのは、X の任意の点の対 a, b について "a ~ b :⇔ [a = b または [a = x かつ b = y] または [a = y かつ b = x] ]" という同値関係から得られる商空間を考えるという意味である。ふたつの点 x, y は貼合せにより、おなじ一つの点となったものと解釈される。
- 単位矩形 I2 = [0,1] × [0,1] と、その境界上の点を全て同値とする最小の同値関係 ~ を考える。境界点はすべて単一の同値類に属するから、それらが一点に同一視される商空間 I2/~ は単位球面 S2 に同相となる。
- 接着空間（英語版）: もっと一般に、位相空間 X とその部分位相空間 A を考えるとき、A に属する全ての点を一つの同値類とし、それ以外の点は自分自身とだけ同値となるような同値関係による同一視を行って得られる商空間を X/A で表す。例えば、2-次元球面 S2 は単位円板 D2 でその境界 ∂D2 を一点に貼合せて得られる商空間 D2/∂D2 に同相である。
- X = R を実数全体の成す集合に通常の位相を入れた空間とし、その上の同値関係を "x ~ y :⇔ x − y が整数" と定める。このとき、商空間 X/~ は単位円 S1 に同相で、その対応は x の属する同値類 [x] を exp(2πix) へ写す写像によって得られる。
- 上の例はさらに次のように一般化できる。位相群 G が位相空間 X に連続的に作用しているものとすれば、X 上の同値関係をそれらの点が同じ軌道に属するということを以って定義することができる。この同値関係のもとでの商空間は軌道空間 (orbit space) と呼ばれ、X/G で表される。G = Z が X = R に平行移動で作用するとしたものが先ほどの例である。すなわち、軌道空間 R/Z は S1 に同相である。注意: 商を R/Z という記号で表すのは少々紛らわしい。というのは、Z を加法群 R に（平行移動で）作用する群とみなすとその商（軌道空間）は円周だが、Z を位相空間 R の部分位相空間とみなして得られる商（接着空間）は無限個の円を一点で結んだブーケとなるからである。

## 性質
商写像 q: X ↠ Y は数多ある全射の中で、次のような性質によって特徴付けられるものである。
商写像の普遍性
任意の位相空間 Z と写像 f: Y → Z が与えられたとき、f が連続であることと f ∘ q が連続であることとが同値になる。すなわち、以下の図式  が可換である。
特に商空間 X/~ と自然な全射 q: X ↠ X/~ は以下の普遍性によって特徴付けられる。
標準射影の普遍性g: X → Z が連続で、X の任意の元 a, b について a ~ b ⇒ g(a) = g(b) を満たすならば、連続写像 f: X/~ → Z で g = f ∘ q を満たすものが唯ひとつ存在する。
このように写像 f を得ることを、g を「商に落とす」(descends to the quotient) とか、g が f を誘導 (induce) するなどという。したがって商空間 X/~ 上で定義される連続写像はちょうど、その同値関係に関して（つまり同値な元はおなじ像に写るものとして）X 上の写像から得られる。このような方法は商空間を調べる上での定石である。
連続な全射 f: X ↠ Y が与えられたとき、それが商写像であるかを決定する判定法で有用なものが存在する。それは f が開写像または閉写像であるとき f は商写像であるというものだが、これが十分条件だが必要条件でないということには注意が必要である。開でも閉でもない商写像の例を構成するのはそう難しくない。

## 他の位相的概念との整合性
- 分離性
  - 一般に、商空間構成は分離公理とは相性が悪く、ある空間 X の持つ分離性は商空間 X/~ に必ずしも遺伝しないし、X と同様の分離性を X/~ が持つとも限らない。
  - X/~ が T1-空間となる必要十分条件は、同値関係 ~ の任意の同値類が X の閉集合であることである。
  - 商写像が開であるときには、X/~ がハウスドルフ空間となることと、関係 ~ が直積位相空間 X × X の閉集合となることとが同値である。
- 連結性
  - 位相空間が連結または弧状連結ならば、その任意の商空間もおなじ性質を持つ。
  - 単連結または可縮な空間の商空間は、必ずしもおなじ性質を持つわけはない。
- コンパクト性
  - 位相空間がコンパクトならば任意の商空間もそうである。
  - 局所コンパクト空間の商空間は必ずしもそうではない。
- 次元
  - 商空間の位相次元はもとの空間のそれよりも増加しうる（もちろん減少することもある）。このような例は空間充填曲線から得られる。

### 位相空間論
- 部分位相空間
- 直積位相空間
- 位相的直和
- 終位相（英語版）
- 写像錐 (位相幾何学)（英語版）

### 代数学
- 剰余群
- 剰余線型空間
- 商圏 (数学)（英語版）
- 写像錐 (ホモロジー代数)（英語版）